# Cień Kapelusza
Cień kapelusza – trzecia płyta Romana Wojciechowskiego. Jedyny album zespołu Pazur.

## O albumie
Autorem większości kompozycji jest Roman Wojciechowski, z wyjątkiem utworów Królowa snów i Cudowne okulary, których autorem jest Dariusz Kozakiewicz. Autorami tekstów są: Andrzej Jastrzębiec-Kozłowski, Bogdan Olewicz, Jerzy Nowosad i R. Wojciechowski.

## Lista utworów
1. Cień kapelusza – 5:18
2. Królowa snów – 5:10
3. Cudowne okulary – 5:25
4. Do pani muzyki – 3:51
5. Erotyczne reggae – 4:43
6. 90 mil – 6:28
7. Deszczowy blues – 3:49
8. Flaszka wina – 2:59
9. Na na ni – 2:55
10. Przytulanka – 3:49
11. Rajstopy – 4:46

## Wykonawcy
- Roman Wojciechowski – śpiew, harmonijka ustna
- Leszek Cichoński – gitara
- Jerzy Kaczmarek – instrumenty klawiszowe
- Paweł Ambroziak – śpiew, gitara
- Paweł Górnioczek – śpiew, gitara
- Włodzimierz Krakus – gitara basowa
- Ireneusz Loth – perkusja

## Personel[2]
- Alcatraz Infometal – Studio, Katowice – realizacja nagrań
- Ewa Jaskólska-Kantor – projekt graficzny
- PUMIR E-media sp. z.o.o. – produkcja